# Durian Dangkal
Durian Dangkal is een bestuurslaag in het regentschap Lahat van de provincie Zuid-Sumatra, Indonesië. Durian Dangkal telt 822 inwoners (volkstelling 2010).